# Erhard Busek
Erhard Busek (Wenen, 25 maart 1941 – 13 maart 2022) was een Oostenrijks politicus (ÖVP). Hij was van 2 juli 1991 tot 4 mei 1995 vicekanselier van Oostenrijk. 

## Biografie
Busek promoveerde in 1964 als doctor in de rechten aan de Universiteit van Wenen en was vervolgens juridisch adviseur van de ÖVP-fractie in de Nationale Raad (lagerhuis). Van 1969 tot 1972 was plaatsvervangend secretaris-generaal en van 1972 tot 1976 secretaris-generaal van de Österreichischer Wirtschaftsbund. Van 1968 tot 1975 was hij tevens werkzaam voor een uitgeverij. Van 1975 tot 1976 was Busek secretaris-generaal van de ÖVP en steunde in die functie de plannen om de ÖVP van een ecologische profiel te voorzien. In 1975 werd hij tevens in de Nationale Raad gekozen. 
Tot 1989 was hij voorzitter van de ÖVP in Wenen en van 1978 tot 1987 was hij loco-burgemeester  en vice-gouverneur van Wenen. In 1991 volgde hij Josef Riegler op als bondsvoorzitter van de ÖVP en maakte van 1991 tot 1995 als vicekanselier deel uit van de kabinetten-Vranitzky II, III en IV. Dit waren zogenaamde "Grote Coalities" van SPÖ en ÖVP. Hij bekleedde tevens de posten van bondsminister van Wetenschap en Onderzoek (1991-1994) en Onderwijs en Culturele Aangelegenheden (1994-1995). Bij een interne partijcoup - voorafgegaan door een populistische hetze in de krant Kronen Zeitung - in 1995 nam Wolfgang Schüssel het partijvoorzitterschap over en werd later tevens vicekanselier in plaats van Busek.
Busek die als gematigd en liberaal bekend stond, was een kritisch lid van de ÖVP en is scherp gekant tegen populisme. Hij publiceerde veel over de rol van Oostenrijk binnen Europa en was een overtuigd aanhanger van een verenigd Europa. In 2000 werd hij door de regering-Schüssel aangesteld als speciaal gezant van Oostenrijk bij de Europese Unie over de uitbreiding van het aantal lidstaten. Van 2002 tot 2008 was hij co-ordinator van het stabiliteitspact voor Zuid-Oost-Europa. 
Erhard Busek was een praktiserend katholiek en medeoprichter van een lekenbeweging (Kommitee der Laieninitiative) binnen de Rooms-Katholieke Kerk die zich inzet voor het opstellen van het diaken- en priesterschap voor vrouwen en de afschaffing van het verplichte celibaat.

## Onderscheidingen
- 1991: Erelid van het Künstlerhaus Wien
- 1994: Grote Gouden Ereteken van Verdienste voor het Land Wenen met Ster
- 2003: Tsjechische Verdienstenmedaille
- 2003: Grootofficier Orde van de Ster van Roemenië
- 2004: Grootkruis Silvesterorde
- 2006: St.-Anna-prijs
- 2006: Julius Raab Medaille
- 2007: Corvinus Prijs van het Europa Instituut te Boedapest
- 2011: Orde van het Witte Dubbele Kruis, 2e Klasse